# Carl Menger
Carl Menger, född 28 februari 1840 i Neu Sandez, Galizien, Kejsardömet Österrike, död 26 februari 1921 i Wien, var en österrikisk nationalekonom. 
Carl Menger anses ha grundat den österrikiska skolan inom nationalekonomin med sin bok Grundsätze der Volkswirthschaftslehre (1871). I boken redogör Menger bland annat för marginalnyttan, pengars uppkomst och hur priser bestäms. Menger anses vara den som – ungefär samtidigt som, men oberoende av, Stanley Jevons och Léon Walras – identifierade marginalnyttan som det som avgör värde, vilket blev grunden för den neoklassiska nationalekonomin.
Mengers viktigaste student var Eugen von Böhm-Bawerk. Mengers son, Karl Menger, var en framstående matematiker. Hans bror, Anton Menger, var jurist och socialfilosof.